# 八幡市立男山東中学校
八幡市立男山東中学校（やわたしりつ おとこやまひがしちゅうがっこう）は、京都府八幡市内里砂畠にある公立中学校。省略名「東中」（ひがしちゅう・とんちゅう）。

## 概要
八幡市南東部の田園地帯に位置する。八幡市立男山第二中学校の過大規模解消と、東部地区の遠距離通学解消を目的に新設された。市立学校初の切妻屋根を採用している。体育館は一部2階建ての構造で、2階は柔剣道場となっている。他の市立中学校同様にプール学習は導入されていない。
2017年度から給食が始まった。
制服は指定のものを着用する。

## 沿革
- 1983年（昭和58年）9月 - 建設促進協議会を設立
- 1985年（昭和60年）9月 - 着工
- 1986年（昭和61年）4月 - 八幡市立男山第二中学校から分離し、八幡市立男山東中学校開校
- 1990年（平成2年）3月 - LL教室開設[2]
- 1992年（平成4年）10月 - コンピューター教室開設[3]
- 2001年（平成13年） - コンピューター教室の機器を更新
- 2002年（平成14年） - 校内LAN整備
- 2004年（平成16年）7月 - 「敷地内（校内）全面禁煙」を実施開始[4]
- 2006年（平成18年）4月 - 2学期制を導入。「読み書き計算モジュール学習」を開始
- 2007年（平成19年） - 昼食サポート制度を本格実施
- 2010年（平成22年）9月 - エアコンを設置
- 2010年（平成22年）10月 - インドネシア・ジョクジャカルタ特別州の教育関係者が来校[5]
- 2011年（平成23年）4月 - 八幡市立南山小学校を八幡市立男山第二中学校の校区に変更
- 2011年（平成23年） - 各教室に地デジ対応液晶テレビを設置

## 部活動
体育系
- 陸上競技部
- サッカー部
- バドミントン部
- 野球部
- 男子ソフトテニス部
- 女子ソフトテニス部
- 男女卓球部
- 男子バスケットボール部
- 女子バスケットボール部
- 女子バレーボール部

文化系
- 芸術部
- 吹奏楽部
- バトン部

## 校区
校区は八幡市立有都小学校、八幡市立美濃山小学校の通学区域である。
八幡市は公立学校選択制を導入していないため、この2校の小学校区在住の場合、市立中学校への進学は自動的に本校となる。
八幡市の学校再編計画に伴い、2011年に八幡市立男山第二中学校との校区の境界を変更し、八幡市立南山小学校を男山第二中学校の校区に変更した。

## 周辺施設
- 京都府立京都八幡高等学校南キャンパス

## 交通アクセス
- 鉄道利用
  - 京阪本線 樟葉駅　もしくは石清水八幡宮駅下車
  - 西日本旅客鉄道（JR西日本）JR片町線（学研都市線） 松井山手駅下車
- バス利用
  - 京阪バス「京都八幡高校南学舎」下車

## 校区が隣接している学校
- 八幡市立男山第二中学校
- 八幡市立男山中学校
- 京都市立大淀中学校
- 久御山町立久御山中学校
- 城陽市立北城陽中学校
- 城陽市立西城陽中学校
- 京田辺市立大住中学校
- （大阪府）枚方市立長尾中学校

その他、男山東中校区の飛び地が、以下の学校の区域とも隣接している。
- （大阪府）枚方市立杉中学校